# Převodní ceny
Převodní ceny (anglicky „transfer pricing“) je termín, který se používá při obchodování mezi dvěma navzájem propojenými subjekty, spojenými osobami. Ve většině případů se jedná o kapitálovou propojenost, kdy mateřská společnost fakturuje zboží a služby své dceřiné společnosti. Dle Zákona o daních z příjmů, §23 odst. 7, který tuto problematiku upravuje, se převodní ceny týkají i jinak spojených osob, například osob blízkých. Problematika převodních cen se nejčastěji řeší u větších a nadnárodních společností, vyskytuje se ale i v případě čistě tuzemských transakcí. Politice převodních cen podléhají jak transakce (tj. poskytování služeb, cross-selling, prodej práv, prodej zboží, postoupení pohledávek, poskytnutí úvěru, prodej či zprostředkování prodeje produktů, participace na produktech spojené osoby apod.), tak i další vztahy (spolupráce, aktivity akcionáře apod.).
Kvůli rostoucí globalizaci je problematika převodních cen stále diskutovanějším tématem, a to především díky tomu, že některé transakce na úrovni spojených osob probíhají pouze za účelem zvýšení nákladů a přesunu zisků do zemí s nižším zdaněním. Problematika převodních cen u nadnárodních společností tak v zájmu daňové optimalizace nabádá k obcházení platných předpisů. Z toho důvodu jsou převodní ceny velice aktuální téma a stávají terčem daňových kontrol prováděných finančními úřady, které doměřují firmám vysoké nedoplatky na dani z příjmů, neboť správce daně často shledává porušení v aplikaci principu tržního odstupu, po němž následuje úprava základu daně a doměření daňové povinnosti.

## Právní úprava převodních cen

### Směrnice OECD

Logo OECD

Za základní dokument, ze kterého vychází a od kterého se odráží právní úprava převodních cen vesměs po celém světě, je považována Směrnice OECD o převodních cenách pro nadnárodní podniky a daňové správy.
Směrnice OECD o převodních cenách má za úkol sjednotit postup daňových správ a sdružených podniků při řešení případů převodních cen, minimalizovat konflikty mezi nimi a předcházet nákladným soudním sporům. Dále by také měla napomáhat při uplatňování odstavce 2 Článku 9 Modelové smlouvy OECD týkajícího se následné úpravy zisků pro daňové účely, tzv. zrcadlové narovnání.
Ve Směrnici OECD o převodních cenách lze nalézt definici principu tržního odstupu, charakteristiku metod převodních cen a pravidla jejich užití, ale také náležitosti, které je vhodné dodržovat při tvorbě dokumentace k převodním cenám. Směrnice rovněž uvádí postupy a modelové příklady při sestavování cen mezi spojenými subjekty, zejména postup při provádění srovnávací analýzy, která je důležitá v rámci prokázání aplikace principu tržního odstupu.

### Smlouvy o zamezení dvojího zdanění
Pro omezení daňových úniků prostřednictvím převodních cen na nadnárodní úrovni se používají dvoustranné smlouvy o zamezení dvojího zdanění, kterými je Česká republika vázána asi s 90 státy světa. Organizace OECD spolu se Směrnicí o převodních cenách vydala i Modelovou smlouvu OECD. Ta je určena členským státům pro tvorbu smluv o zamezení dvojího zdanění s ostatními státy. Z Modelové smlouvy OECD je pro problematiku převodních cen důležitý Článek 9 – Sdružené podniky, který obsahuje úpravu o přehodnocování dopadů transakcí mezi sdruženými podniky do základu daně.
Článek 9 je v Modelové smlouvě OECD rozdělen do dvou odstavců. V prvním odstavci je stanoveno, že orgány vykonávající daňovou správu v určitém smluvním státě mohou upravit výsledek hospodaření sdružené společnosti, pokud nezobrazuje skutečný zisk vznikající v daném státě (Sojka a kol., 2017).
Druhý odstavec Modelové smlouvy OECD informuje o tzv. corresponding adjustment, neboli zrcadlovém narovnání základu daně. K tomuto kroku se přistoupí v situaci, kdy dle odstavce 1, Článku 9 Modelové smlouvy provede správce daně úpravu základu daně u subjektu v jednom smluvním státě. V ten moment je druhý stát zavázán provést zrcadlové narovnání základu daně u druhého zúčastněného subjektu, pokud souhlasí s úpravou provedenou v prvním smluvním státě. Toto opatření je uvedeno z důvodu, aby nedocházelo k dvojímu zdanění, protože se část základu daně zdaněná v druhém smluvním státě zahrne do základu daně subjektu v prvním státě a následně zdaní.
V určitých smlouvách o zamezení dvojího zdanění se nachází i třetí odstavec, který ukládá daňovým poplatníkům a daňovým správám povinnost zrcadlového narovnání základu daně u druhých subjektů pouze za předpokladu, že subjekty jednaly v dobré víře a nedopustily se podvodu (Nerudová a Šimáčková 2009).

### Česká legislativa

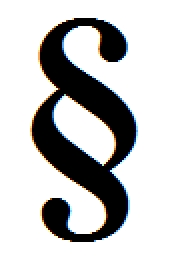
Symbol §

V České republice je problematika převodních cen zakotvena v zákonu o daních z příjmů, kde apeluje především na dodržení principu tržního odstupu. vymezuje kapitálově a jinak spojené osoby a ukládá, aby došlo k úpravě základu daně, pokud se ceny sjednané mezi spojenými osobami, vymezenými v rámci § 23, odst. 7, liší od cen, které by byly sjednány mezi nezávislými osobami v běžných obchodních vztazích.
V rámci tuzemské úpravy se problematikou převodních cen zabývají rovněž i pokyny Ministerstva financí a Generálního finančního ředitelství
Daňový řád stanoví, že daňový subjekt by měl prokázat všechny skutečnosti, které uvádí v daňovém tvrzení. Správce daně proto může požadovat i po českém poplatníkovi zdůvodnění a doložení dokumentace použité ke správnému stanovení převodní ceny na důkaz toho, že byl dodržen princip tržního odstupu.
Vzhledem ke vznikajícím odlišnostem v tvorbě dokumentace k převodním cenám napříč státy, OECD pro tento účel uvádí ve své Směrnici k převodním cenám postup a náležitosti, jakými by se daňový subjekt měl řídit při sestavování Dokumentace k převodním cenám. Z tohoto postupu vychází rovněž i pokyn Ministerstva financí D-334, kterým se může řídit český daňový subjekt.

## Metody stanovení převodních cen
Existují dvě základní skupiny metod pro stanovení převodních cen. Jsou jimi tradiční transakční metody a ziskové transakční metody. Výběru vhodné metody pro stanovení převodní ceny předchází provedení srovnávací a funkční analýzy, aby došlo k odhalení povahy transakce.

### Tradiční transakční metody
představují přímý prostředek pro určení skutečnosti, že obchodní podmínky uzavřené mezi sdruženými podniky odpovídají principu tržního odstupu. Vychází se při tom z porovnání cen srovnatelných produktů, případně marží při transakcích u spřízněných společností s transakcemi mezi nezávislými podniky. Do této skupiny patří:
- Metoda srovnatelné nezávislé ceny (CUP)
- Metoda ceny při opětovném prodeji (RPM, R-)
- Metoda nákladů a přirážky (COST+)

### Ziskové transakční metody
Tradiční ziskové metody se používají u obchodních transakcí, kde často neexistuje externí trh vhodný ke srovnání. V případě ziskových metod se tedy nejedná o porovnání ceny nebo marže jednoho produktu, ale o porovnání čistého zisku celého podniku. Aplikace metod může představovat problém ve zvolení správného ukazatele ziskovosti, protože v různých zemích se používá jiné členění nákladů a je i jinak definována hrubá marže (OECD, 2017) Do skupiny ziskových metod patří:
- Transakční metoda čistého rozpětí (TNMM)
- Metoda rozdělení zisku (PSM)